# Microphysogobio alticorpus
Microphysogobio alticorpus är en fiskart som beskrevs av Banarescu och Nalbant, 1968. Microphysogobio alticorpus ingår i släktet Microphysogobio och familjen karpfiskar. Inga underarter finns listade i Catalogue of Life.